# Postvorta
Postvorta è una dea della mitologia romana compresa nel gruppo dei Di indigetes. È la dea del passato (post) e, contrapponendosi ad Antevorta, presiede la nascita dei bambini quando essi sono in posizione podalica. Vista inizialmente come un aspetto di Carmenta, divenne poi una figura a sé.